# Ngumpul (Balong)
Ngumpul is een bestuurslaag in het regentschap Ponorogo van de provincie Oost-Java, Indonesië. Ngumpul telt 2373 inwoners (volkstelling 2010).